# طبيب معالج في كونغرس الولايات المتحدة
الطبيب المعالج في كونغرس الولايات المتحدة هو الطبيب المسؤول عن الرعاية الطبية لأعضاء الكونغرس الأمريكي وقضاة المحكمة العليا للولايات المتحدة.
الطبيب المعالج مكلف بـ رعاية الطوارئ للموظفين وأفراد الأمن وكبار الشخصيات، وتنفيذ برامج الصحة البيئية، الصحة العامة، والصحة المهنية لمنطقة كابيتول هيل. يشارك الطبيب المعالج في التخطيط الأمني ويعمل مع مهندس الكابيتول، رقيب الأسلحة بمجلس الشيوخ، رقيب في مجلس الأسلحة، شرطة كابيتول الولايات المتحدة.

## التاريخ
تم إنشاء مكتب الطبيب المعالج (OAP) بموجب قرار من الكونجرس في عام 1928 لتلبية الاحتياجات الطبية لأعضاء الكونجرس. بدأ OAP في خدمة الاحتياجات الطبية لمجلس النواب الأمريكي في عام 1929، وفي العام التالي، في عام 1930، بدأ خدمة مجلس الشيوخ الأمريكي.
```
وقد خدم أول طبيب معالج، الدكتور جورج كالفر، الكونغرس لمدة 37 عامًا تقريبًا. 
الطبيب المعالج
 الحالي في 
الكونغرس الأمريكي
 هو الدكتور 
بريان موناهان
. وهو يحمل رتبة 
أميرال خلفي
 في 
البحرية الأمريكية
. تم تعيين الدكتور موناهان في هذا المنصب من قبل 
الرئيس
 
باراك أوباما
 في يناير 2009.
```

لعب مكتب الطبيب المعالج، تحت قيادة الدكتور جون فرانسيس ايسولدد، دورًا مركزيًا في الرد على هجمات الجمرة الخبيثة عام 2001 على مكتب السيناتور توم داشل في مجلس الشيوخ، أخذ مسحات أنفية من ما يقرب من 6000 موظف وموظف وزائر من المحتمل أن يكونوا قد تعرضوا للبكتيريا الضارة. كما قدم الطبيب المعالج السابق الأدميرال الدكتور جون إيزولد وموظفوه العلاج الأولي للسيناتور تيم جونسون عندما عانى من نزيف داخل المخ ناجم عن تشوه شرياني وريدي دماغي، قبل دخول جونسون إلى مستشفى جامعة جورج واشنطن.

## قائمة الأطباء المعالجين
| الطبيب المعالج     | السنوات       |
| ------------------ | ------------- |
| جورج كالفر         | 1928–1966     |
| روفوس بيرسون       | 1966–1973     |
| فريمان كاري        | 1973–1986     |
| ويليام نارفا       | 1986–1990     |
| روبرت كراسنر       | 1990–1994     |
| جون فرانسيس ايسولد | 1994–2009     |
| بريان موناهان      | 2009 إلى الآن |